# Michał Rutkowski (polityk)
Michał Andrzej Rutkowski (ur. 1 sierpnia 1951) – polski polityk, inżynier i samorządowiec, były wicewojewoda tarnobrzeski.

## Życiorys
Ukończył wyższe studia w zakresie metalurgii. W latach 1992–1998 pełnił funkcję wiceprezydenta Stalowej Woli. Następnie przez rok w rządzie Jerzego Buzka z rekomendacji Unii Wolności zajmował stanowisko wicewojewody tarnobrzeskiego (ostatniego w historii tego województwa).
Pracuje jako dyrektor ds. usług i marketingu w Miejskim Zakładzie Budynków Sp. z o.o. w Stalowej Woli. W wyborach w 2006 z listy Platformy Obywatelskiej uzyskał mandat radnego sejmiku podkarpackiego. W 2010 został radnym powiatu stalowowolskiego. W 2014 bez powodzenia kandydował do rady miasta.